# Jelcz M180/B10M
Jelcz M180 – autobus miejski, produkowany na podwoziu autobusu Volvo B10MA z nadwoziem Steyr przez polską firmę Jelcz w Jelczu-Laskowicach.

## Historia modelu
W 1991 Jelczańskie Zakłady Samochodowe rozpoczęły współpracę ze szwedzką firmą Volvo. Efektem jej oprócz stworzenia autobusów 120MV i T120V był przegubowy model M180.
Autobus ten posiada nadwozie austriackiej firmy Steyr typu SG18 osadzone na podwoziu Volvo B10MA. Do napędu tego modelu przewidziano dwie jednostki napędowe firmy Volvo o mocy maksymalnej 245 KM (pierwszy egzemplarz) lub 286 KM.
Wysokie koszty produkcji autobusu (wiele elementów było importowanych) zadecydowały o przerwaniu współpracy z firmą Volvo i zakończeniem produkcji tego modelu. Wyprodukowano zaledwie 8 sztuk.

## Testy w latach 1992-1993
Jelcz M180/B10M był testowany między innymi w Bydgoszczy, Kielcach, Krakowie, Poznaniu, Szczecinie.

## Eksploatacja w Warszawie
W 1993 roku Miejskie Zakłady Komunikacyjne w Warszawie zakupiły ex-testowego Jelcza M180/B10M wyprodukowanego w 1992 roku. Otrzymał on numer #6370 i został przydzielony do R-7 Woronicza. W związku ze zarezerwowaniem numeracji #63xx dla Ikarusów 260.73 już w 1994 roku został przenumerowany na #7370. W październiku 2009 wóz #7370 został odstawiony z powodu złego stanu technicznego. W styczniu 2010 roku jedyny warszawski Jelcz M180/B10M został wystawiony na sprzedaż, zaś z dniem 4 marca 2010 został skreślony z ilostanu MZA Warszawa. W kwietniu tego samego roku został wywieziony na złom pod Zakroczym.

## Eksploatacja we Wrocławiu
W 1993 roku Miejskie Przedsiębiorstwo Komunikacyjne we Wrocławiu zakupiło siedem sztuk Jelczy M180/B10M. Od warszawskiego brata wyróżniały się uboższym wyposażeniem wnętrza ze skajowymi fotelami dobrze znanymi z Jelczy PR110. W 2008 roku rozpoczęto stopniowe ich wycofywanie. Pierwszym z nich był #8004, który uległ wypadkowi w czerwcu 2008 roku. Na początku 2009 roku wycofano po wypadku na ulicy Kołłątaja wóz #8007. Na początku 2013 roku wycofano wóz #8005. Kres eksploatacji Jelczy M180/B10M nastąpił w lipcu 2015 roku w związku z przejęciem niektórych linii MPK Wrocław przez radomskie przedsiębiorstwo ITS Michalczewski. 